# 舞木町 (豊田市)
舞木町（まいぎちょう）は、愛知県豊田市の地名。

## 地理

### 河川・池沼
- 籠川

## 歴史

### 人口の変遷
国勢調査による人口および世帯数の推移。
| 1995年（平成7年）  | 128世帯 561人 |  |
| 2000年（平成12年） | 134世帯 560人 |  |
| 2005年（平成17年） | 136世帯 532人 |  |
| 2010年（平成22年） | 144世帯 532人 |  |
| 2015年（平成27年） | 152世帯 519人 |  |
| 2020年（令和2年）  | 165世帯 507人 |  |

### 沿革
南北朝時代から室町時代にはすでに三河国加茂郡に舞木郷の名がみえる。
- 江戸時代 - 三河国加茂郡舞木村として所在[1]。当初は幕府領[1]。
- 1681年（天和元年） - 挙母藩領となる[1]。
- 1878年（明治11年） - 加茂郡の東西分割により、西加茂郡舞木村となる[1]。
- 1889年（明治22年） - 西加茂郡広沢村大字舞木となる[1]。
- 1906年（明治39年） - 西加茂郡猿投村大字舞木となる[1]。
- 1953年（昭和28年） - 西加茂郡猿投町大字舞木となる[1]。
- 1967年（昭和42年） - 豊田市大字舞木となる[1]。
- 1970年（昭和45年） - 豊田市舞木町となる[1]。

## 交通
- 愛知県道349号深見亀首線

## 施設
- 舞木廃寺跡
- 明王寺集会所
- オリエンタルグリーンクラブ舞木

### WEB
1. ↑  “愛知県豊田市の町丁・字一覧”.   人口統計ラボ. 2024年2月26日閲覧。
2. 1 2  総務省統計局 (2022年2月10日). “令和2年国勢調査の調査結果(e-Stat) - 男女別人口，外国人人口及び世帯数－町丁・字等” (CSV). 2023年8月2日閲覧。
3. ↑  “読み仮名データの促音・拗音を小書きで表記するもの(zip形式) 愛知県” (zip).   日本郵便 (2024年2月29日). 2024年3月26日閲覧。
4. ↑  “市外局番の一覧” (PDF).   総務省 (2022年3月1日). 2022年3月22日閲覧。
5. ↑  “ナンバープレートについて”.   一般社団法人愛知県自動車会議所. 2024年1月21日閲覧。
6. ↑  総務省統計局 (2014年3月28日). “平成7年国勢調査の調査結果(e-Stat) - 男女別人口及び世帯数 －町丁・字等” (CSV). 2021年7月20日閲覧。
7. ↑  総務省統計局 (2014年5月30日). “平成12年国勢調査の調査結果(e-Stat) - 男女別人口及び世帯数 －町丁・字等” (CSV). 2021年7月20日閲覧。
8. ↑  総務省統計局 (2014年6月27日). “平成17年国勢調査の調査結果(e-Stat) - 男女別人口及び世帯数 －町丁・字等” (CSV). 2021年7月21日閲覧。
9. ↑  総務省統計局 (2012年1月20日). “平成22年国勢調査の調査結果(e-Stat) - 男女別人口及び世帯数 －町丁・字等” (CSV). 2021年7月21日閲覧。
10. ↑  総務省統計局 (2017年1月27日). “平成27年国勢調査の調査結果(e-Stat) - 男女別人口及び世帯数 －町丁・字等” (CSV). 2021年7月21日閲覧。

### 書籍
1. 1 2 3 4 5 6 7 8 9 10  「角川日本地名大辞典」編纂委員会 1989, p. 1229.